# فؤاد حسن
فؤاد حسن (بالعربية: فؤاد حسن) هو دبلوماسي إندونيسي، ولد في 26 يونيو 1929 في سمارانغ في إندونيسيا، وتوفي في 7 ديسمبر 2007 في جاكرتا في إندونيسيا.

## وصلات خارجية
- فؤاد حسن على موقع أرشيف الشارخ.